# Juin 1851

## Événements
- Intervention des forces brésiliennes en Uruguay pour soutenir Rivera, leader des libéraux.
- 5 juin : sans héritier direct, le roi Frédéric VII de Danemark s’entend avec le tsar Nicolas Ier de Russie pour choisir son successeur dans la maison des Sonderburg-Glücksburg.

## Naissances
- 9 juin : Charles Joseph Bonaparte (mort en 1921), homme politique américain; 46e procureur général des États-Unis.
- 10 juin : Cora Agnes Benneson (morte en 1919), avocate, conférencière et écrivaine américaine.
- 12 juin : Oliver Lodge (mort en 1940), physicien britannique.
- 17 juin : Karl Moritz Schumann (mort en 1904), botaniste allemand.
- 29 juin : Jane Dieulafoy (morte en 1916), archéologue et écrivain française.

## Décès
- 5 juin : Palon Heinrich Ludwig von Boguslawsky (né en 1789), astronome allemand.